# Gimnàstica estètica
La gimnàstica estètica de grup és un esport majoritàriament femení que consisteix a seguir una melodia que representa una temàtica a partir de moviments corporals. L'objectiu és formar una història a través de la música i els moviments de les gimnastes. Aquesta modalitat, originaria dels països nòrdics, especialment Finlandia i Suecia al segle xviii, va impulsar-se en la dècada de 1950, però continua sense ser un esport gaire conegut i encara no ha estat reconegut com a esport olímpic.
Aquesta disciplina és coneguda internacionalment com a Aesthetic group gymnastics (AGG). La característica principal de la gimnàstica estètica és aconseguir la naturalitat dels moviments mitjançant la velocitat, el dinamisme i l'amplitud. A més s'han de realitzar una sèrie d'elements obligatoris com: ones, salts, equilibris, girs, elevacions... A diferència de la gimnàstica rítmica, en l'estètica no s'utilitzen aparells i es practica en grup d'entre 6 a 14 gimnastes. És una modalitat que requereix força, velocitat, coordinació i flexibilitat. A part de les qualitats físiques, que són molt importants, les gimnastes també busquen l'art a través de l'expressió, la música i els moviments i busca la major igualtat entre les components del conjunt. També es valora la innovació en el disseny dels mallots, el maquillatge i els accessoris pel cabell.
Cal destacar que actualment hi ha una Categoria Mixta on participen conjunts formats per homes i dones.
En aquesta modalitat es pot començar a competir des dels 8 anys i no té límit d'edat. Malgrat això, s'ha de treballar bé el cos per evitar lesions.
Està caracteritzada per ser una dansa amb moviments corporals en què, bàsicament, el centre del cos és la cintura la qual es reflecteix en la resta del cos. Molts col·legis, a primària, comencen a practicar aquest esport, ja que els permet treballar molt bé l'equilibri, la flexibilitat, la coordinació i l'expressió corporal.

## Competició
La competició de la Gimnàstica estètica de grup consisteix en el fet que cada equip, afiliat a la Federació Internacional, representi el seu ball davant dels jurats per a què el puntuïn. La majoria d'equips són clubs que entrenen moltes hores diàries, i que s'hi volen dedicar. Actualment, ha augmentat el nombre de col·legis que practica aquest esport per, després, poder competir.
Les categories estan formades per:
- de 6 a 12 gimnastes en la categoria Sènior,
- de 6 a 12 gimnastes en la categoria Júnior,
- de 6 a 14 gimnastes en les categories infantils.